# Антрвольт (архитектура)
Антрвольт, антревольт (через фр. entrevolte от итал. antervolta — «перед дугой») — часть плоскости стены между архивольтом (обрамлением, дугой) арки и расположенным над ней карнизом либо между архивольтами соседних арок в аркаде.
В более широком смысле — плоскость стены, прорезанная аркой или арками без архивольтов. Такая же плоскость во фронтоне — тимпан.
Похожее на треугольник поле не несёт конструктивной нагрузки, поэтому, согласно тектоническим закономерностям, оно заполняется декоративным рельефом, аллегорической скульптурой, росписью, мозаикой, орнаментальными розетками. В отдельных случаях может быть ажурным или даже сквозным, незаполненным полем. Классическим примером композиционного решения «аркады по колоннам» с медальонами в антрвольтах, изображающими спелёнутых младенцев, дал выдающийся архитектор итальянского Возрождения Филиппо Брунеллески в Оспедале дельи Инноченти во Флоренции (1419—1445).
В здании Главного Адмиралтейства в Санкт-Петербурге (архитектор А. Д. Захаров; 1806—1823) антрвольты центрального и боковых Невских павильонов оформлены аллегорическими рельефами, прославляющими морское могущество России.

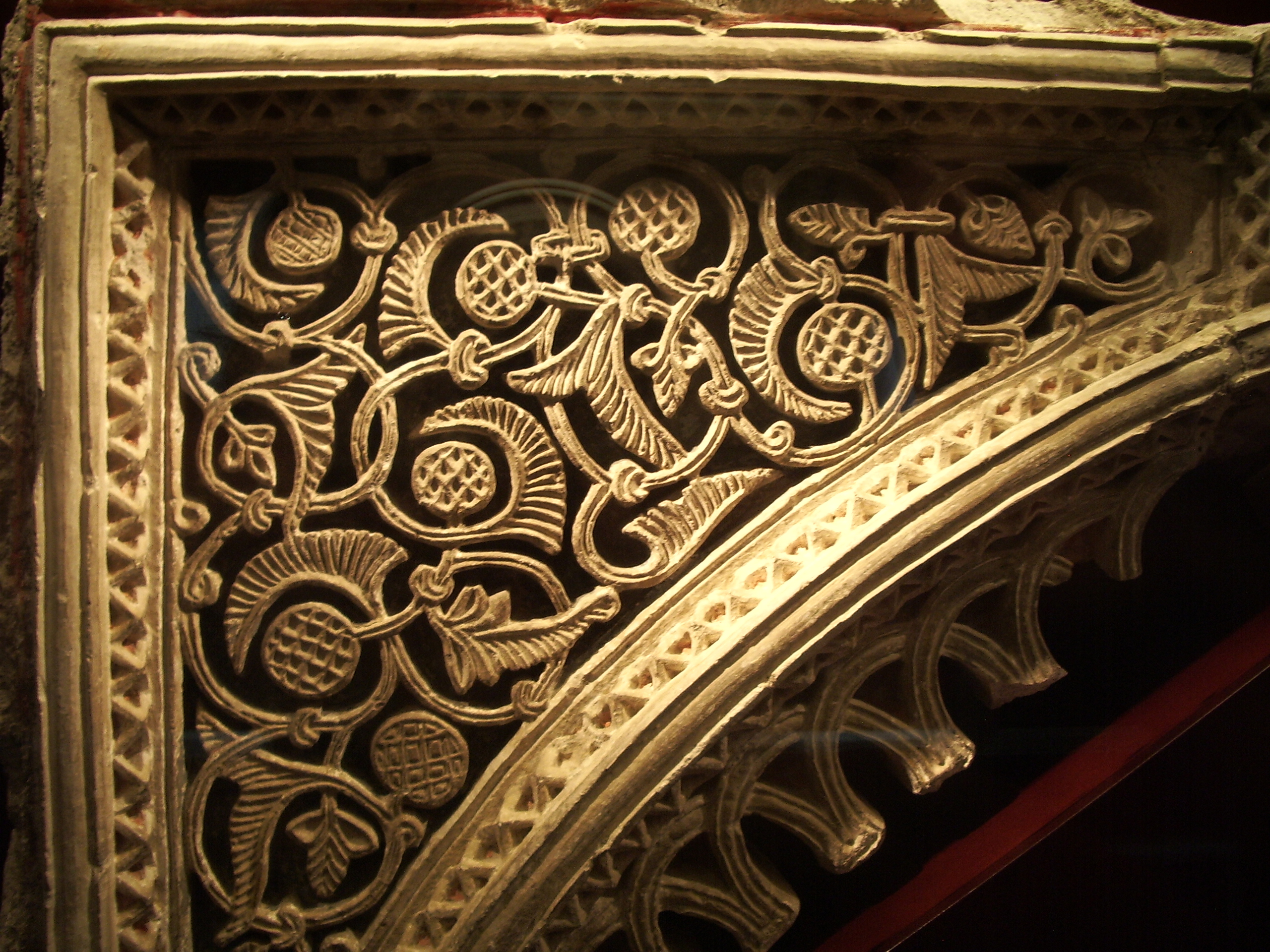
Мавританский орнамент в антрвольте арки. Дворец Альхаферия в Сарагосе
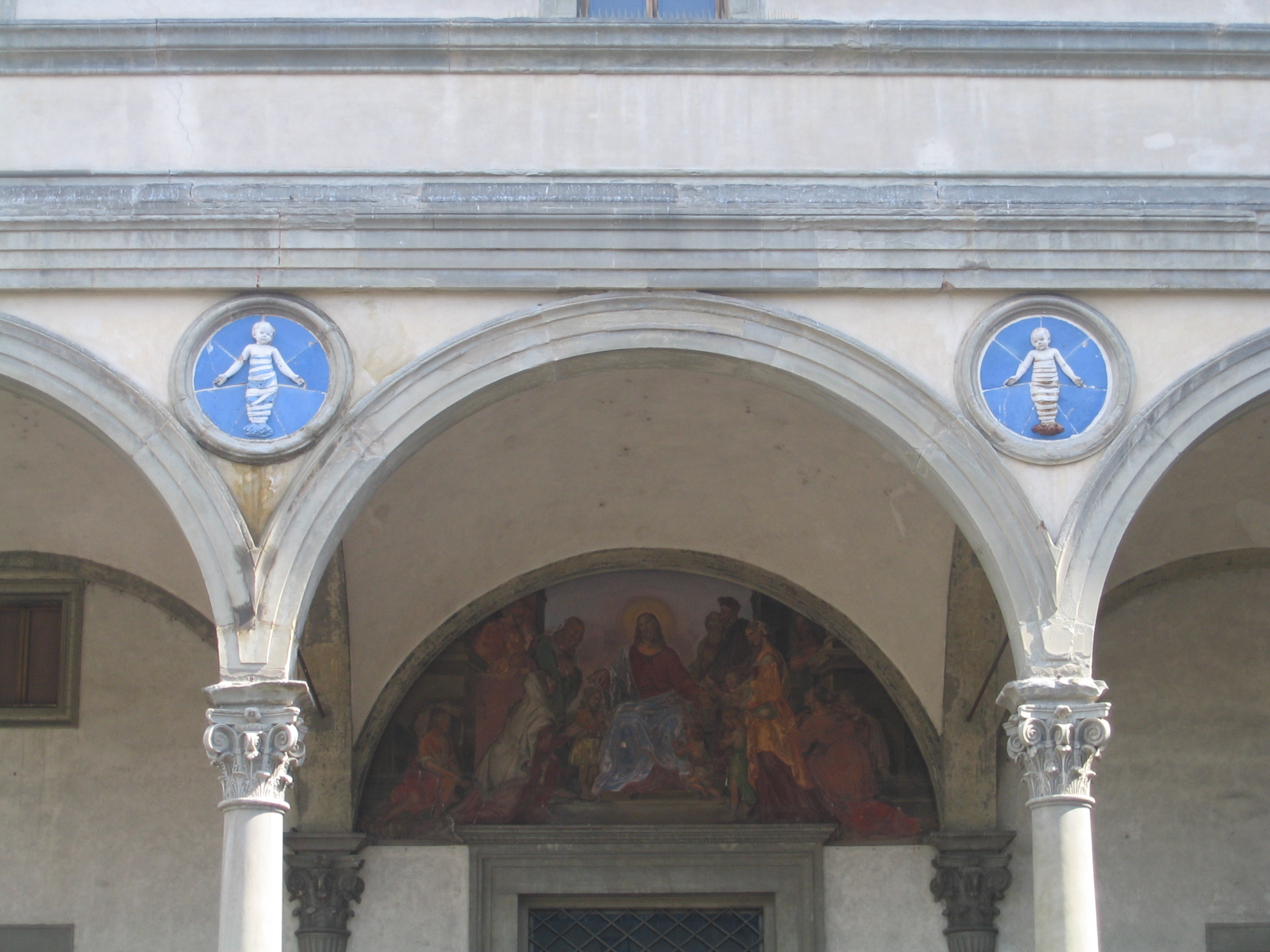
Оспедале дельи Инноченти. Флоренция. Деталь фасада. Медальоны мастерской Андреа делла Роббиа. 1463. Майолика
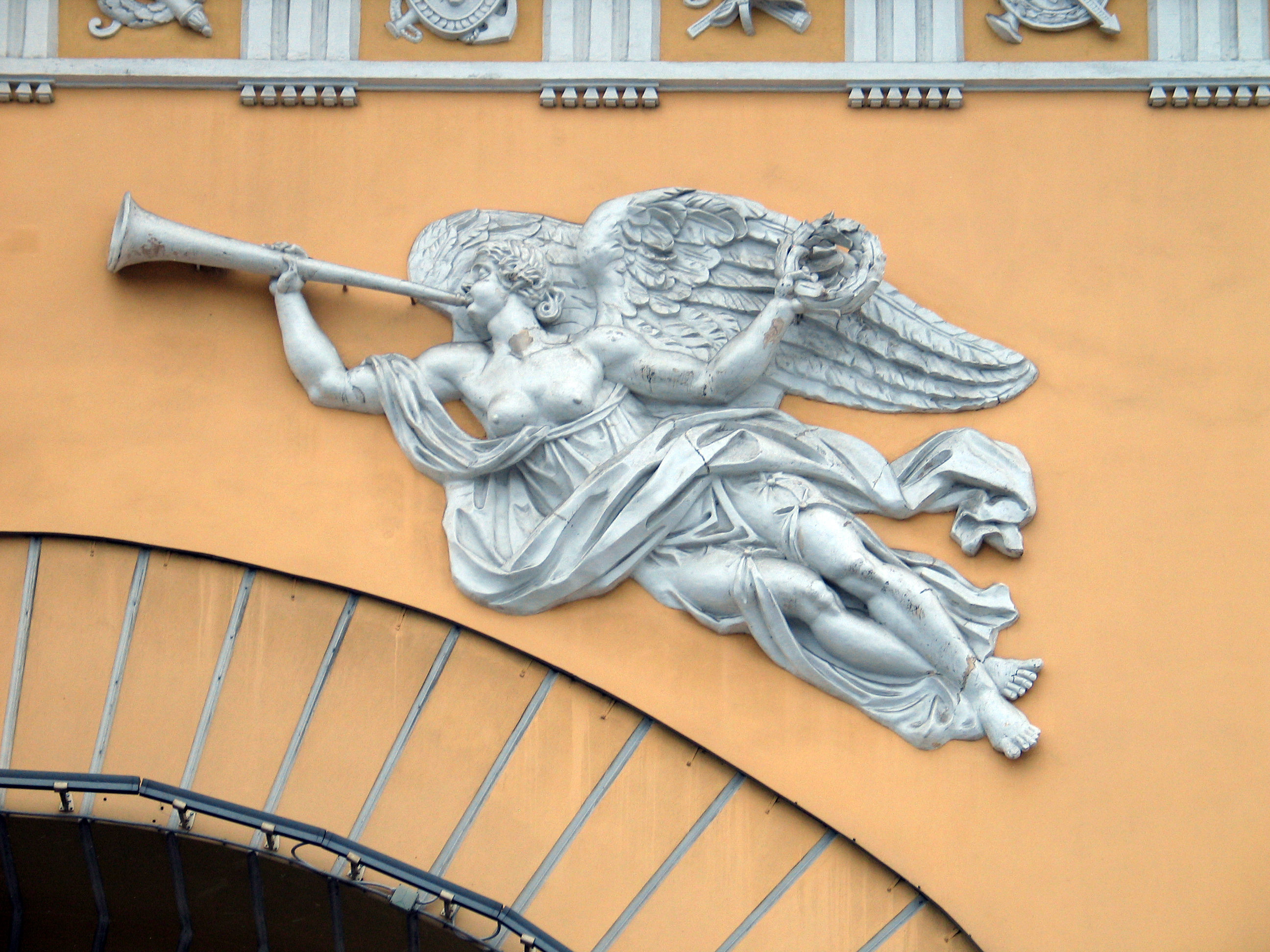
Гений Славы. Антрвольт Невского павильона здания Главного Адмиралтейства в Санкт-Петербурге. Скульптор И. И. Теребенёв. 1815